# Madama Butterfly
Madama Butterfly is een Italiaanse opera door Giacomo Puccini (1858-1924).
Deze tragedie in drie aktes is gebaseerd op Madame Butterfly, een kort verhaal van John Luther Long. Het libretto is geschreven door Luigi Illica en Giuseppe Giacosa. De opera werd voor het eerst opgevoerd in het Scala-theater in Milaan op 17 februari 1904.

## Rolverdeling

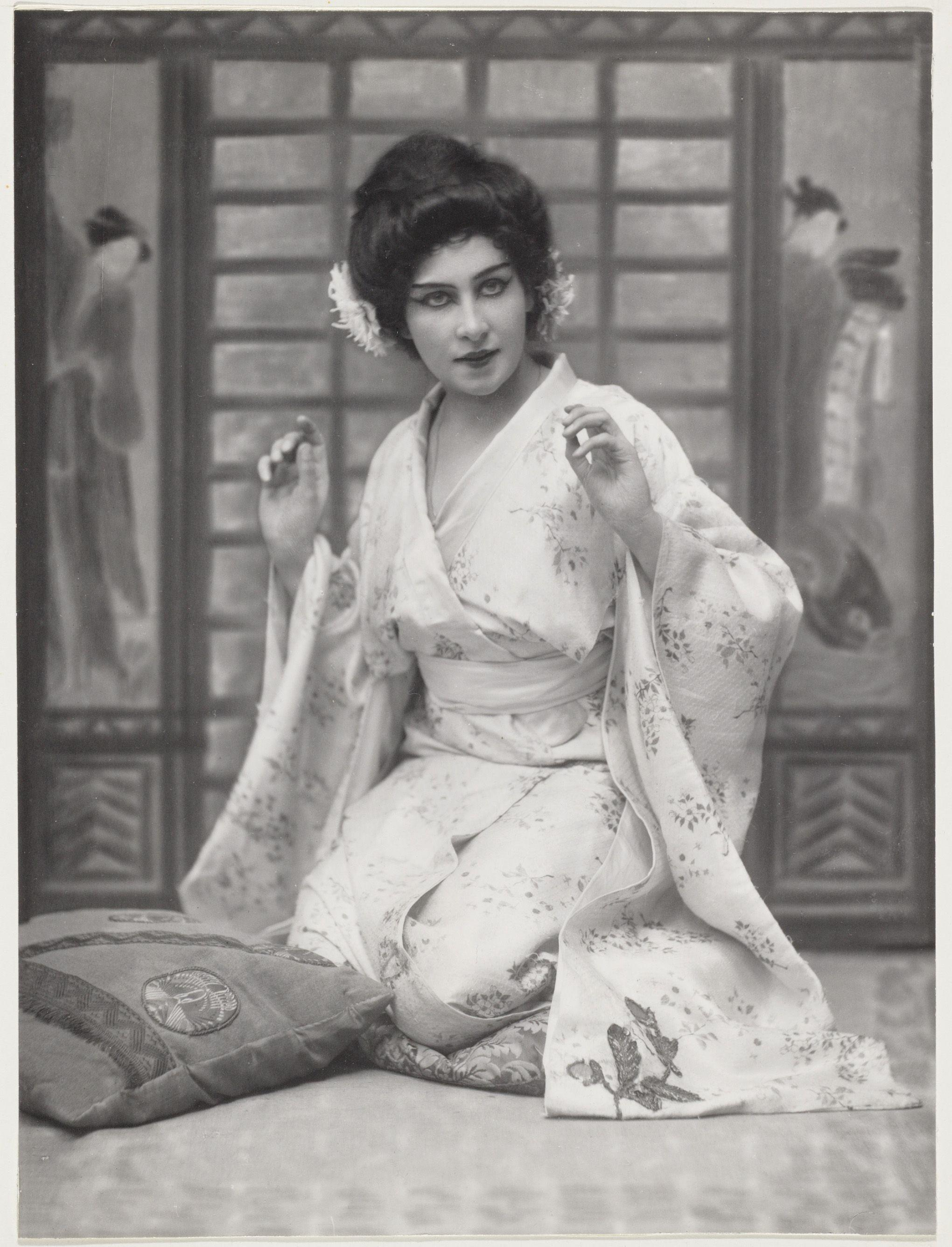
Annie Ligthart als Madame Butterfly (1916)

- Cio-Cio-San (Madame Butterfly) - sopraan
- Suzuki, haar bediende - mezzosopraan
- Kate Pinkerton - mezzosopraan
- Benjamin Franklin Pinkerton, luitenant bij de Amerikaanse marine - tenor
- Sharpless, Amerikaanse consul in Nagasaki - bariton
- Goro - tenor
- Prins Yamadori - tenor
- Oom Bonzo - bas
- Oom Yakusidé - bas
- De commissaris van de keizer - bas
- De ambtenaar van de burgerlijke stand - bas
- Cio-Cio-Sans moeder - mezzosopraan
- Haar tante en haar nicht - mezzosopranen
- Familie, vrienden en bedienden - koor

## Synopsis
Tijd: 1904
Plaats: Nagasaki, Japan

### Eerste bedrijf
1. Een korte orkestrale prelude met een druk, fugatisch openingsthema, gevolgd door een tweede thema met een meer openlijk Japans karakter, leidt rechtstreeks naar de openingsscène.
2. E soffitto e pareti (En het plafond en de muren). Luitenant B.F. Pinkerton is een Amerikaanse marineofficier wiens schip de USS Abraham Lincoln in de haven van Nagasaki ligt. Hij inspecteert samen met Goro, een huwelijksmakelaar, een klein huis dat op een heuvel ligt en uitkijkt over de baai. Goro heeft het huis voor Pinkerton en zijn bruid, de vijftien jaar oude Japanse geisha Cio-Cio-San ('tsotsosan' bijgenaamd Butterfly), gevonden en Goro toont hem het huis met de schuifdeuren en een kleine tuin. De butler, de kok en de bruidsmeid Suzuki komen de tuin in en worden voorgesteld aan Pinkerton. Nadat ze vertrekken, vertelt Goro Pinkerton dat alles nu klaar is en dat zijn beoogde bruid al snel komt, net als de Amerikaanse consul, de huwelijksambtenaar en familieleden van de bruid, behalve haar oom. Haar oom is een priester en weigert de huwelijksceremonie bij te wonen. Sharpless, de Amerikaanse consul, is de heuvel opgeklommen vanuit de stad. Hij komt de tuin in, begroet Pinkerton en Goro en bewondert het uitzicht op de haven van Nagasaki en de zee. Pinkerton vertelt Sharpless dat hij zonet het huisje voor 999 jaar heeft gekocht, met het recht elke maand de overeenkomst te annuleren. Pinkerton legt uit dat de wet in Japan zeer los is.
3. Dovunque al mondo (Over de hele wereld). Terwijl het orkest de openingsfanfare speelt van The Star Spangled Banner (een muzikaal thema dat Pinkerton gedurende de opera zal kenmerken), vertelt Pinkerton aan Sharpless dat, over de hele wereld, de Yankee-zwerver niet tevreden zal zijn, totdat hij de bloemen van elke kust en de liefde van elke mooie vrouw geplukt heeft. "Dus ik trouw in de Japanse stijl: Voor 999 jaar, maar met het recht om het huwelijk elke maand te annuleren". Sharpless is kritisch ten aanzien van de overtuigingen van Pinkerton, maar ze zijn het met elkaar eens wat betreft de stelling, "America forever". Pinkerton zegt tegen Goro dat hij Butterfly bij hem moet brengen. Wanneer Goro vertrokken is, vraagt Sharpless aan Pinkerton of hij echt van Butterfly houdt.
4. Amore o grillo (Liefde of gril). Pinkerton geeft toe aan Sharpless dat hij niet weet of hij echt van Butterfly houdt, of gewoon verliefd is, maar hij is betoverd door haar onschuld, charme en schoonheid, als een vlinder rondfladderen en dan landen met stille gratie, zo mooi "dat ik haar hebben moet, hoewel ik haar vleugels zal verwonden". Sharpless vertelt Pinkerton dat hij Butterfly heeft horen spreken, toen ze het consulaat bezocht, en smeekt Pinkerton niet haar delicate vleugels te plukken. Pinkerton overtuigt Sharpless dat hij Butterfly "geen grote schade” zal toebrengen, zelfs niet als zij verliefd wordt. Sharpless neemt zijn glas whisky en biedt een toost op de familie Pinkerton thuis, waarop Pinkerton toevoegt "En op naar de dag dat ik een echt huwelijk zal hebben met een echte Amerikaanse bruid". Goro komt opnieuw binnen om Pinkerton en Sharpless te vertellen dat de vrienden van Butterfly er aan komen.
5. Ancora un passo (Nog een stap). Butterfly is te horen wanneer ze haar vrienden begeleidt naar de top van de heuvel. Jubelend vertelt ze hen dat "Over land en zee, zweeft de vreugdevolle adem van de lente. Ik ben het gelukkigste meisje van Japan, of zelfs van de wereld". Butterfly en haar vrienden komen de tuin in. Ze herkent Pinkerton en wijst hem aan voor haar vrienden, allen buigen voor hem.
6. Gran ventura (Moge geluk u bijstaan). Butterfly begroet Pinkerton, die naar haar moeilijke klim op de heuvel vraagt. Butterfly zegt dat het wachten, voor een gelukkige bruid, nog moeilijker is. Pinkerton bedankt haar voor het compliment, maar onderbreekt haar, als ze doorgaat andere te maken. Butterfly vertelt Pinkerton en Sharpless dat haar familie van Nagasaki komt en ooit heel rijk was.
7. L'Imperial Commissario (De keizerlijke commissaris). Goro kondigt de komst van de Grootcommissaris en de huwelijksambtenaar aan. Butterfly begroet haar familieleden die zijn aangekomen voor de bruiloft. Pinkerton lacht om de aanblik en fluistert tegen Sharpless, "Dit is een farce: Al deze mensen zullen voor slechts een maand mijn nieuwe familieleden zijn." Sharpless zegt hem dat, hoewel hij het huwelijkscontract als een farce beschouwt, Butterfly het heel serieus neemt. Ondertussen vertelt Butterfly aan haar familieleden hoeveel ze van Pinkerton houdt. Een van haar nichten vertelt dat Goro Pinkerton eerst aan haar heeft aangeboden, maar dat ze geweigerd heeft. Butterflys familieleden zeggen dat hij als een koning is, zo rijk en zo knap, en dan buigen de vrienden en familieleden op een teken van Butterfly naar Pinkerton en lopen de tuin uit. Pinkerton pakt de hand van Butterfly en leidt haar naar het huis.
8. Vieni, amor mio! (Kom, mijn lief!). Butterfly haalt uit haar mouw haar schatten tevoorschijn en toont deze aan Pinkerton. Het zijn slechts een paar zakdoeken, een spiegel, een sjerp en andere snuisterijen. Dan laat ze hem een lang, smal kistje zien, waarin haar enige heilige schat in zit, vertelt ze hem, maar ze kan het niet openen, want er zijn te veel mensen in de buurt. Goro fluistert tegen Pinkerton dat het kistje een "geschenk" bevat dat de Mikado aan Butterflys vader heeft geschonken, die hem daarmee heeft uitgenodigd seppuku te plegen. Daarom werd ze als klein meisje verkocht en opgeleid tot geisha. Butterfly gaat door met het tonen van haar andere kleine schatten aan Pinkerton, waar ook verschillende kleine standbeelden bij zitten: "Zij zijn de geesten van mijn voorvaderen."
9. Iera son salita tutta sola (Gisteren, ben ik alleen gegaan). Butterfly vertelt Pinkerton dat ze gisteren in het geheim en zonder het te zeggen tegen haar oom, die een boeddhistische priester - de Bonze - is, naar het consulaat is gegaan, waar ze afstand heeft gedaan van haar voorouderlijke godsdienst, om haar vertrouwen in Pinkerton te tonen, en overgegaan is naar de religie van Pinkerton. Zodoende kan ze niet meer terugkeren naar haar familie. "Ik volg mijn lot en buig, vol van nederigheid, voor de God van Mr. Pinkerton."
10. Tutti zitti (Iedereen rustig). Alles is klaar, en Goro gebiedt iedereen stil te zijn. De commissaris voert de korte ceremonie en de getuigen Pinkerton en Butterfly ondertekenen de officiële papieren.
11. Madama Butterfly (Mevrouw Butterfly). De viering van de bruiloft begint, en iedereen wenst het nieuwe paar geluk. Even later smeekt Sharpless Pinkerton niet wreed te zijn, en hij vertrekt samen met de commissaris en de huwelijksambtenaar. Pinkerton, Butterfly en hun gasten gaan door met de viering met vele toosts.
12. Cio-Cio-San! (Cio-Cio-San). De toosts worden onderbroken door een boze stem buiten het toneel, die schreeuwt "Cio-Cio-San! Cio-Cio-San! Je bent verdoemd." De oom van Butterfly, de Bonze, heeft ontdekt dat Butterfly afstand heeft gedaan van haar voorouderlijke godsdienst, en hij is gekomen om zijn vloek af te leveren. Hij uit verwensingen aan haar adres wegens haar aanhankelijkheid en het vertrouwen in een vreemde. Hij buigt zich over Butterfly, terwijl hij zijn vloeken op haar afvuurt, totdat Pinkerton tussenbeide komt om hem te laten ophouden. De Bonze is geschokt door de Amerikaan, en hij geeft alle gasten opdracht weg te gaan met hem, terwijl hij tegen Butterfly zegt, "Jij hebt afstand gedaan van ons en wij doen afstand van jou." Alle gasten schreeuwen hun verwensingen als zij zich weg haasten. De nacht valt. Butterfly huilt. Pinkerton troost haar.
13. Bimba, Bimba, non piangere (Liefje, lieverd, niet huilen). (Dit begint het beroemde lange liefdesduet, waarmee het eerste bedrijf eindigt.) Pinkerton vertelt Butterfly dat "Al jouw familieleden en priesters in Japan zijn de tranen van uw liefdevolle, mooie ogen niet waard". Butterfly glimlacht door haar tranen "Meen je dat? Ik zal niet meer huilen”. "En ik maak me geen zorgen over hun vloeken, omdat jouw woorden zo lief klinken." Zij horen Suzuki buiten het toneel, haar avondgebeden opzeggen.
Viene la sera (De nacht valt). (Het lange duet gaat door.) Pinkerton vertelt Butterfly dat "De nacht valt", en Butterfly antwoordt "Ermee komt duisternis en vrede." Pinkerton klapt in zijn handen, de drie dienaren komen binnen en sluiten het huis af. Suzuki helpt Butterfly dan met haar jurk voor haar huwelijksnacht. Pinkerton kijkt naar Butterfly, als zij naar hem kijkt, maar haar geluk wordt getemperd, omdat "nog steeds de boze stem mij vervloekt". "Butterfly is verworpen — verworpen maar gelukkig".
14. Bimba dagli occhi (Liefste, met ogen...). (Het lange duet gaat door.) Pinkerton bewondert de mooie Butterfly en vertelt haar, "Je hebt niet nog gezegd dat je van me houdt." Butterfly antwoordt dat ze de woorden niet wil zeggen "uit angst om te sterven als ik ze hoor!" Ze vertelt hem dat nu ze gelukkig is.
15. Vogliatemi bene (Hou van me, alsjeblieft). (Het lange duet komt tot een einde.) Butterfly smeekt Pinkerton "Hou van me, alsjeblieft." Zij vraagt of het waar is, dat in vreemde landen een man een vlinder vangt en dan haar vleugels aan een tafel vastspeldt. Pinkerton geeft toe dat het waar is, maar legt uit: "Weet je waarom? Zodat ze niet weg kan vliegen." Hij omarmt haar en zegt, "Ik heb je gevangen. Je bent van mij." Zij antwoordt, "Ja, voor het leven."

### Tweede bedrijf
1. E Izaghi e Izanami (En Izaghi en Izanami). Als het doek opengaatt, zijn drie jaar verstreken. Suzuki knielt voor een Boeddha, biddend dat Butterfly zal stoppen met huilen. Butterfly hoort het en zegt haar dat de Japanse goden vet en lui zijn, en dat de Amerikaanse God snel zal antwoorden, als Hij maar weet waar ze wonen. Suzuki vertelt Butterfly dat hun geld bijna op is en als Pinkerton niet snel terugkomt, zij zullen verkommeren. Butterfly verzekert Suzuki dat Pinkerton zal terugkeren, omdat hij ervoor gezorgd heeft dat de consul de huur betaalt en dat hij het huis voorzien heeft van sloten om de muggen, familieleden en problemen buiten te houden. Suzuki zegt tegen Butterfly dat buitenlandse echtgenoten nooit meer terugkeren naar hun Japanse vrouwen, maar Butterfly antwoordt woedend dat Pinkerton haar verzekerd heeft, op de laatste ochtend dat ze samen waren, "O Butterfly, mijn kleine vrouw, ik kom terug met de rozen, wanneer de aarde vol is van vreugde, wanneer het roodborstje zijn nest maakt." Suzuki begint zachtjes te huilen.
2. Un bel dì (Op een mooie dag). In deze bekendste aria van deze opera (en een van de populairste werken in het repertoire voor sopranen), zegt Butterfly dat ze "op een mooie dag" een rookwolk aan de verre horizon zullen zien. Dan zal een schip verschijnen en de haven binnenvaren. Ze zal er niet heen gaan om hem te ontmoeten, maar zal wachten op de heuvel tot hij komt. Na een lange tijd zal ze in de verte een man de wandeling vanuit de stad de heuvel op zien maken. Als hij aankomt, zal hij "Butterfly" van een afstand roepen, maar ze zal niet antwoorden, deels voor de lol en deels om niet te sterven van de opwinding voor de eerste ontmoeting. Dan zal hij de namen uitspreken die hij gebruikt voor haar: "Kleintje, Lieve vrouw, Oranjebloesem." Butterfly belooft Suzuki dat dit zal gebeuren. Suzuki vertrekt, als Sharpless en Goro de tuin binnenkomen.
3. C'e. Entrate (Ze is er. Ga naar binnen). Sharpless begroet Butterfly, "Excuseer me, mevrouw Butterfly." Zonder om te kijken naar wie er spreekt, corrigeert Butterfly hem, "Mevrouw Pinkerton, alstublieft." Als ze omdraait en ziet dat het Sharpless is die heeft gesproken, roept ze gelukzalig uit, "Mijn zeer dierbare Consul. Welkom in dit Amerikaanse huis." Sharpless haalt een brief uit zijn zak en zegt haar, "Benjamin Franklin Pinkerton heeft mij geschreven." Sharpless vertelt haar dat het erg goed gaat met Pinkerton, en zij zegt, "Ik ben de gelukkigste vrouw in Japan." Butterfly vraagt hem, "Wanneer maken de roodborstjes hun nesten in Amerika?" De vraag verwart Sharpless, Butterfly legt uit dat Pinkerton beloofd heeft terug te keren naar haar "wanneer het roodborstje zijn nest weer bouwt". Ze zegt dat het roodborstje in Japan al drie keer zijn nest heeft gebouwd, en vraagt of ze daar minder vaak nestelen. Sharpless, beschaamd, vertelt haar dat hij dat niet weet omdat hij geen ornithologie heeft gestudeerd. Butterfly hoort Goro hierom lachen, en ze fluistert tegen Sharpless dat Goro een slechte man is. Ze vertelt hem dat, nadat Pinkerton weg is gegaan, Goro vele malen naar haar toe kwam "met cadeaus om haar een of ander man aan te smeren". Ze zegt dat Goro nu wil dat ze instemt met de rijke man Yamadori te trouwen, die vervolgens aankomt met zijn entourage onder muzikale begeleiding die hetzelfde Japanse volkslied speelt, die Gilbert en Sullivan de naam Mi-ya sama hebben gegeven in de opera The Mikado.
4. Yamadori, ancor le pene (Yamadori, heeft u nog niet...). Butterfly ziet Yamadori en vraagt hem of hij het nog niet opgegeven heeft haar achterna te lopen, omdat "U al veel verschillende vrouwen gehad heeft." Yamadori geeft toe dat hij met allemaal getrouwd is, maar dat hij ook van hen gescheiden is. Ondertussen geeft Sharpless het op om de brief van Pinkerton voor te lezen aan Butterfly, en stopt de brief terug in zijn zak. Goro zegt tegen Sharpless dat Butterfly nog steeds denkt dat ze getrouwd is. Butterfly hoort dit en zegt "Ik denk niet dat ik dat ben; Ik ben het". Als Goro probeert haar te vertellen hoe de Japanse wet voor het huwelijk in elkaar zit, onderbreekt Butterfly en zegt hem dat de Japanse wet niet de wet van haar land, de Verenigde Staten, is. Ze zegt Goro dat ze begrijpt hoe gemakkelijk het is te scheiden onder de Japanse wet, "maar in Amerika, kun je dat niet doen." Ze draait zich snel om naar Sharpless en vraagt hem, "Heb ik het goed?" Sharpless voelt zich gegeneerd en moet toegeven dat ze het goed heeft. Butterfly draait zich triomfantelijk naar Suzuki en vraagt haar de thee op te dienen. Yamadori, Sharpless en Goro bespreken zachtjes de blindheid van Butterfly. Goro fluistert dat het schip van Pinkerton snel verwacht wordt, en Sharpless legt uit dat Pinkerton te veel in verlegenheid is om Butterfly te ontmoeten, en Sharpless gevraagd heeft dit af te handelen. Yamadori, beledigd om de afwijzing, vertrekt met zijn hele entourage en met Goro. Sharpless blijft, en terwijl hij naast Butterfly zit, haalt hij de brief opnieuw uit zijn zak.
5. Ora a noi (Nu is het onze tijd). Sharpless begint de brief van Pinkerton voor te lezen aan Butterfly: "Mijn vriend, kun je die prachtige bloem van een meisje voor me opzoeken..." Butterfly kan haar geluk niet op, als hij doorgaat, "drie jaar zijn er verstreken sinds die gelukkige tijd en Butterfly herinnert me misschien niet meer". Butterfly kijkt naar Suzuki en zegt, "Ik hem niet meer herinneren? Suzuki, vertel jij het hem!" Sharpless gaat door, "Als zij nog steeds van mij houdt, als ze op me wacht, leg ik mij in uw handen zodat u haar zorgvuldig en weloverwogen kunt voorbereiden...". Butterfly roept uit, "Hij komt! Wanneer? Binnenkort! Snel!" Sharpless kan het niet verdragen om verder te gaan. Hij stopt de brief weg, mompelend in zichzelf, "die duivel Pinkerton!" Sharpless vraagt haar zachtjes, "Butterfly, wat zou je doen als hij nooit meer terugkomt?" Butterfly is geschokt.
6. Due cose potrei far (Er zijn twee dingen die ik zou kunnen doen). Butterfly schreeuwt dat als Pinkerton nooit meer terug zou keren, ze weer mensen zou entertainen met haar liederen, of misschien beter, sterven. Sharpless smeekt haar het rijke aanbod van Yamadori te aanvaarden. Butterfly is boos op Sharpless en draagt Suzuki op om hem uit te laten. Als hij begint weg te gaan, houdt Butterfly hem tegen, verontschuldigt zich voor haar uitval, en legt uit dat zijn vraag haar "zo heel, heel erg!" heeft gekwetst. Ze gaat dan naar een andere kamer en komt terug met haar tweejarige zoon met blond haar die haar constante herinnering is aan haar Amerikaanse man.
7. Ah! M'ha scordata? (Ah! Hij heeft mij vergeten?). Butterfly toont Sharpless haar kind en Sharpless vraagt of Pinkerton dit weet. Butterfly antwoordt, "Nee. Het kind werd geboren toen hij weg was naar zijn grote land." Ze vraagt Sharpless om hem te schrijven en hem te vertellen dat zijn zoon op hem wacht. "En dan zullen we zien of hij zich niet over land en zee haast!" Butterfly knielt voor haar zoon en vraagt hem, "Weet je dat die meneer heeft durven denken dat je moeder je in haar armen mee zou nemen naar de stad, door de wind en regen lopen, om geld te verdienen voor je brood en kleding. En ze haar armen zou uitstrekken naar de medelijden hebbende menigte en huilen “Luister! Luister naar mijn droevig lied. Uw liefdadigheid voor een ongelukkige moeder. Heb medelijden! En Butterfly - oh, afschuwelijk lot – zal dansen voor u! En net zoals vroeger, zal de Geisha voor u zingen. "En haar vrolijke, gelukkige lied zal eindigen in een snik!" Ze knielt voor Sharpless en zegt dat ze dat nooit zal doen, "Dat vak zal leiden tot oneer. Dood! Dood! Nooit meer dansen! Ik zou nog liever mijn leven beëindigen! Ah! Dood!"
8. Io scendo al piano (Ik ga nu) Sharpless zegt tot slot, "Ik ga nu." Butterfly geeft hem haar hand en de zijne aan haar kind. Sharpless vraagt het kind zijn naam, en Butterfly antwoordt voor hem, "Vandaag is mijn naam Verdriet. Maar schrijf aan papa en zeg hem dat de dag dat hij terugkeert, mijn naam Vreugde zal zijn." Sharpless belooft dat hij dit aan Pinkerton zal vertellen. Achter het toneel kun je Suzuki horen schreeuwen, "Slang. Verrekte pad!" Suzuki komt binnen, trekt Goro met zich mee, en ze vertelt Butterfly, "Hij roddelt, de slang. Elke dag vertelt hij de vier winden dat niemand weet wie de vader van het kind is!" Goro legt uit dat als in Amerika een kind geboren is met een vloek, hij altijd afgewezen zal worden door iedereen. Woedend loopt Butterfly naar het relikwieënkastje, grijpt de dolk en dreigt hem te steken, "U liegt! U liegt! Zeg dat nog een keer, en ik vermoord u!" Goro vlucht. Suzuki brengt het kind naar de andere kamer. Butterfly legt de dolk terug, gaat naar haar zoon en zegt, "je zult zien, mijn schat, mijn Verdriet. Je zult zien, dat jouw redder ons meeneemt ver, ver weg naar zijn land."
9. Il cannone del porto! (Het kanon van de haven!, ook bekend als The Flower Duet). Dan klinkt een kanonschot. Suzuki en Butterfly zien vanaf de heuvel, dat het schip de haven invaart en het anker uitgooit. Dan ziet Butterfly dat het schip de Abraham Lincoln is en ze zegt tegen Suzuki, "Ze logen allemaal! Allemaal! Alleen ik wist het. Alleen ik, die van hem houdt." Ze gaat door, "Mijn liefde, mijn vertrouwen, triomfeert volkomen! Hij is teruggekeerd, en hij houdt van me!" Ze zegt Suzuki een geurig bad klaar te maken en vraagt hoelang ze zullen moeten wachten op hem. "Een uur? Twee uur, misschien? Het huis moet worden gevuld met bloemen. Overal. Zoals de nacht vol is van sterren!' Butterfly zegt Suzuki alle bloemen te plukken.
10. Tutti i fiori? (Alle bloemen?). Suzuki vraagt, "Alle bloemen?" Butterfly zegt “Ja, de bloemen van de struiken en de planten en bomen." Ik wil de hele geur van de lente hier. Ze gaan door met het plukken van bloemen en zetten ze overal neer.
11. Or vienmi ad adornar (Kom, maak me mooi). Butterfly zit bij haar kaptafel en zegt tegen Suzuki, "Kom, maak me mooi”. Nee, breng eerst het kind bij me." Ze brengt wat rouge aan bij zichzelf en op de wangen van haar kind en vraagt dan aan Suzuki, terwijl die haar haar doet, "Wat zullen ze zeggen? Mijn oom, de priester? Allemaal zo blij met mijn ellende! En Yamadori, met zijn achterna lopen? Bespot, onteerd, belachelijk gemaakt, de beledigingen!" Butterfly draagt dezelfde jurk die ze droeg als bruid, terwijl Suzuki het kind aankleedt. Butterfly zegt tegen Suzuki dat ze wil dat Pinkerton haar gekleed ziet zoals ze was op de eerste dag "met een rode papaver in mijn haar".
12. Coro a bocca chiusa (Neuriënd koor). Terwijl buiten het toneel een koor een woordeloze, melancholische deun neuriet, begint voor Butterfly, haar kind en Suzuki het lange wachten op de komst van Pinkerton. De nacht valt. Suzuki en de peuter zijn snel in slaap gevallen, maar Butterfly is alert en slapeloos, en beweegt niet. (Er is geen pauze tussen bedrijven 2 en 3 – het gaat verder zonder onderbreking als het koor stopt met neuriën en het licht wordt.)

### Derde bedrijf
1. Oh eh! Oh eh! (He-ho! He-ho!). Suzuki en de peuter slapen, maar Butterfly is wakker en staart strak voor zich uit. Vanuit de baai zijn in de verte stemmen te horen. Zeelieden zingen, "He-ho! He-ho!" De zon komt op en vult het huis van Butterfly met licht.
2. Già il sole! (Daar is de zon!). Suzuki wordt wakker en is erg verdrietig. Butterfly zegt tegen haar dat "Hij zal komen". Ze draagt haar slapende kind naar de andere kamer en zegt tegen hem dat hij moet slapen, terwijl ook zij in slaap valt. Suzuki wacht in de voorkamer en hoort dat er op de deur geklopt wordt. Pinkerton en Sharpless zijn gekomen, maar Pinkerton zegt tegen Suzuki dat ze Butterfly niet wakker moet maken. Hij vraagt hoe Butterfly wist dat Pinkerton was aangekomen. Suzuki vertelt hem dat Butterfly de afgelopen drie jaar elk schip dat de haven invoer heeft bestudeerd. Sharpless zegt tegen Pinkerton, "Ik heb het je toch gezegd, Weet je nog?" Suzuki ziet een vreemde vrouw in de tuin, en krijgt van Sharpless te horen dat ze de Amerikaanse vrouw van Pinkerton is. Ze valt op haar knieën in shock.
3. Io so che sue dolore (Ik weet dat het haar pijn doet). Pinkerton kijkt naar de bloemen en zijn eigen foto en de kamer die al drie jaar ongewijzigd is gebleven. Sharpless zegt tegen Suzuki dat zij niets kunnen doen voor Butterfly maar dat zij haar kind moeten helpen. Sharpless vertelt haar dat de nieuwe vrouw van Pinkerton, Kate, wil zorgen voor het kind. Suzuki gaat de tuin in om de nieuwe vrouw van Pinkerton te ontmoeten, terwijl Sharpless Pinkerton er nog eens aan herinnert, "Ik heb het je gezegd, niet? Weet je nog? Toen ze je haar hand gaf: “Wees voorzichtig”, zei ik, “ze gelooft in jou”. Ze heeft al die tijd op jou gewacht." Pinkerton geeft toe dat hij verkeerd heeft gehandeld maar laat het aan Sharpless over om Butterfly het beschamende nieuws te vertellen.
4. Addio, fiorito asil (Vaarwel, bloemrijk toevluchtsoord). Pinkerton zegt "Vaarwel, bloemrijk toevluchtsoord van geluk en liefde, haar zachte gezicht zal me altijd blijven achtervolgen, mij eindeloos martelen." Hij geeft toe dat hij een lafaard is die haar niet onder ogen kan komen en gaat snel weg als Suzuki en Kate vanuit de tuin binnenkomen. Kate zegt tegen Suzuki, Butterfly te verzekeren dat Kate voor het kind zal zorgen als was het haar eigen kind.
5. Suzuki! Suzuki!. Van achter het toneel roept Butterfly Suzuki en komt vervolgens de kamer binnen. Als ze binnenkomt, trekt Kate zich terug in de tuin, zodat ze niet zal worden gezien. Ze vraagt aan Suzuki waarom ze huilt, en dan ziet ze Sharpless en de vrouw in de tuin. Ze zegt "Suzuki, je bent zo aardig. Niet huilen. Je houdt zo veel van mij. Vertel me zachtjes, gewoon 'ja' of 'nee'... Is hij in leven?" Wanneer Suzuki "Ja” antwoordt, begrijpt Butterfly dat Pinkerton niet voor haar komt en dat Kate zijn nieuwe vrouw is. Butterfly luistert met apathische kalmte en groet beleefd haar vervangster. Butterfly beseft dat ze haar zoon moet opgeven en Kate vraagt haar vergeving. Butterfly zegt tegen Kate, "Ik zal mijn kind alleen afstaan als hij zelf komt. Kom over een half uur weer de heuvel op en dan kan hij Verdriet krijgen, wiens naam zal zijn veranderd in Vreugde." Zij zelf zal "vrede vinden". Suzuki laat Kate en Sharpless uit en Butterfly valt huilend neer.
6. Come una mosca (Zoals een vliegje). Butterfly staat op, ziet Suzuki en zegt haar het huis te sluiten, omdat het te licht en lenteachtig is. Dan beveelt ze haar naar de andere kamer te gaan waar het kind aan het spelen is. Butterfly knielt dan voor het Boeddha-standbeeld en bidt tot haar voorouderlijke goden. Ze staat op, pakt haar vaders mes en kust het mes.
7. Con onor muore (Eervol sterven). Butterfly leest de inscriptie op het mes van haar vader: "Hij die niet eervol leven kan, moet eervol sterven". Butterflys kind komt binnen, maar Suzuki niet. Butterfly vertelt haar kind geen verdriet te voelen omdat zijn moeder hem verlaten heeft, maar een vage herinnering aan zijn moeders gezicht te houden. Ze zegt hem vaarwel, zet hem op de vloer en blinddoekt hem zachtjes. Ze geeft hem een kleine Amerikaanse vlag om mee te zwaaien om zijn vader te begroeten, wat hij doet, geblinddoekt, gedurende de rest van de tijd. Butterfly pakt het mes en loopt naar achter het scherm. Het mes klettert op de vloer en Butterfly komt wankelend van achter het scherm tevoorschijn met een sjaal om haar nek. Ze kust haar kind en stort in elkaar. Van buiten schreeuwt Pinkerton, "Butterfly!" en rent naar binnen - maar het is te laat: Butterfly is dood. De luitenant roept Butterflys naam vol pijn en het doek valt.

## Aria's
- Dovunque al mondo - Benjamin Pinkerton in akte 1
- Quanto cielo! Quanto mar! – Madama Butterfly in akte 1
- Viene la sera – Madama Butterfly & Benjamin Pinkerton in akte 1
- Vogliatemi bene - Madama Butterfly in akte 1
- Un bel dì vedremo - Madama Butterfly in akte 2
- Addio, fiorito asil - Benjamin Pinkerton in akte 3
- Tu, tu piccolo Iddio - Madama Butterfly in akte 3
- Con onor muore - Madama Butterfly in akte 3

Le Villi (1884) · Edgar (1889) · Manon Lescaut (1893) · La bohème (1896) · Tosca (1900) · Madama Butterfly (1904) · La Fanciulla del West (1910) · La rondine (1917) · Il trittico: Il tabarro (1918) · Il trittico: Suor Angelica (1918) · Il trittico: Gianni Schicchi (1918) · Turandot (1926)